# Tête de l'Estrop
La Tête de l'Estrop (2.961 m s.l.m.) è la montagna più alta delle Alpi di Provenza nelle Alpi francesi. Domina il dipartimento delle Alpi dell'Alta Provenza e la valle della Bléone.
È la vetta più alta del Massiccio dei Tre Vescovadi.

## Geografia

### Posizione
La Tête de l'Estrop si trova al termine sud-ovest del Massiccio dei Tre Vescovadi, tra Digne-les-Bains, Gap e Barcelonnette. Questa cima si trova lungo l'arco alpino dove l'altitudine dei picchi è maggiore di 2500 m, e alcuni picchi a sud e ovest hanno altitudini oltre i 2000 m.
Con un'altezza di quasi 3000 metri sul livello del mare, la montagna è la montagna più alta delle Alpi di Provenza ed è visibile e riconoscibile da sud e da ovest, mentre da est e nord la parte superiore è difficile da identificare per la presenza del massiccio.
Nelle immediate vicinanze del Tête de l'Estrop sono presenti molte colline di difficile accesso e non vi è alcun insediamento permanente. Nessuna strada fornisce l'accesso diretto alla vetta. La densità di popolazione dei comuni e delle valli vicine è dell'ordine di pochi abitanti per chilometro quadrato.
La Tête de l'Estrop è esattamente al confine tra i comuni di Prads-Haute-Bléone e Meolans Revel, nella valle del Laverq. La cima segna anche il limite dei comuni di La Javie e Lauzet Ubaye negli arrondissement di Digne e Barcelonnette.

### Topografia
La Tête de l'Estrop comprende due cime situate sulla cresta delle Barre: la più alta, che sorge a 2961 metri, è a nord est di Signal, 2927 m sul livello del mare, sul quale è stata installata una stazione radio negli anni 2010. Dalla cima partono due crinali secondari: uno verso il Puy de la Sèche (2820 m) e la cresta della Blanche, l'altra verso il Mées de l'Estrop (2502 m), un picco secondario del massiccio. I versanti del sud-ovest e del nord sono ripidi, ma il lato sud-est ha un dolce pendio. La valle formata nel lato nord del massiccio, sotto la parte superiore, è ricoperta dal ghiacciaio della Blanche, ormai ridotta allo stato di ghiacciaio roccioso.
Il fiume Bléone e molti dei suoi affluenti hanno la loro fonte ai piedi della Tête de l'Estrop.

### Geologia

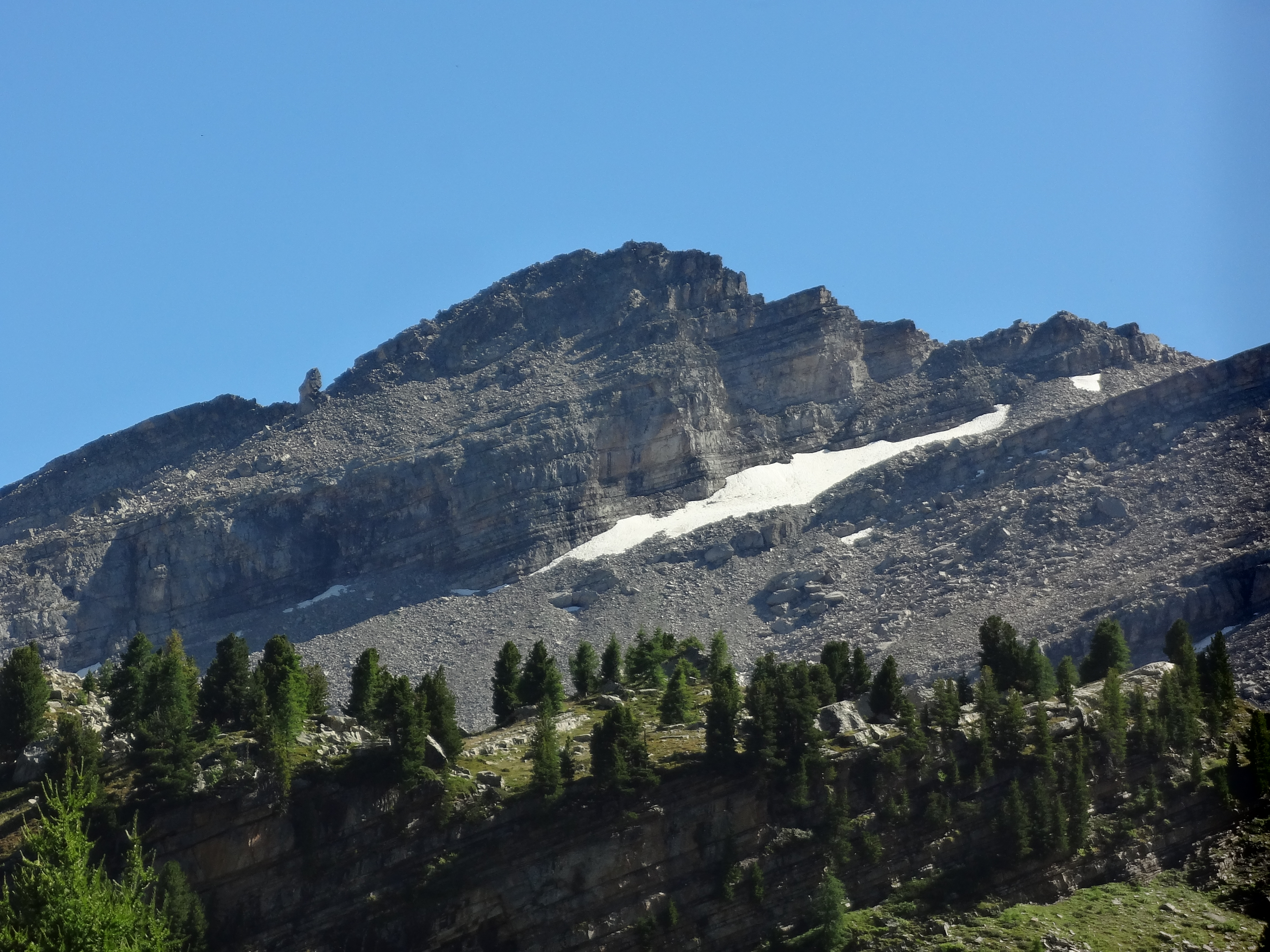
Tête de l'Estrop visto da nord con il ghiacciaio della Blanche

La vetta è in pietra arenaria di Annot, un'arenaria nummulitica di colore leggermente rosa, aderente e dura che si sovrappone in discordanza la marna blu e i calcari del Cretacico che compongono le cime. La disposizione inclinata degli strati di arenaria del pendio nord-est conferisce al paesaggio circostante alla parte superiore un aspetto singolare: le lastre inclinate in alternanza con alte e piccole barre rocciose del versante sud-est sono facilmente percorribili. La mancata corrispondenza tra le rocce di arenarie e di marna di fondo è visibile sul versante sud-ovest: piste scavate sono sormontate da duri strati di arenaria.

### Clima
Il clima intorno alla Tête de l'Estrop è di tipo mediterraneo influenzato dall'altitudine, con diversi livelli di vegetazione. La precipitazione media totale annua sulla montagna è più di 1200 mm, con 2500-2700 ore di sole all'anno a tutte le altitudini.
A causa della conformazione del promontorio del monte e la configurazione a imbuto della valle del Bléone, il vertice, che costituisce la prima barriera alpina ai venti dal Mediterraneo, è soggetto a un clima più umido di quello del massiccio più interno (Ubaye). La cresta delle barre è una chiara barriera climatica tra le prealpi di Digne, che sono oggetto di un clima di montagna mediterranea, e la valle dell'Ubaye, il cui clima più continentale è più vicino a quello delle altre vallate alpine interne.
La linea degli alberi si trova a più di 2400 metri, dove il terreno è sufficientemente abbondante da consentire la loro crescita.

## Attività

### Escursionismo
Le cime sono accessibili agli escursionisti in buone condizioni fisiche e in grado di muoversi bene in montagna. La montagna in sé non è pericolosa sul suo fianco sud-orientale e l'ascensione non richiede attrezzatura alpinistica, ma un buon orientamento attraverso le barre è essenziale: i cairn facilitano, ma sono molto difficili da distinguere nell'ambiente roccioso e possono indicare percorsi diversi. Sulla sommità, una statua della Vergine di legno d'ulivo è posta sotto una piccola nicchia di pietre a secco.

### Da sud
A monte di Prads-Haute-Bléone, la strada lungo la valle del Bléone dopo Eaux-Chaudes (parcheggio disponibile a 1175 m sul livello del mare). Una pista carrozzabile continua per diversi chilometri verso gli chalet a circa 1300 m sul livello del mare, e poi lascia il posto a un percorso attraverso il Bléone e raggiunge il rifugio dell'Estrop (2050 m), a monte di un passaggio sulle sporgenze rocciose, un po' esposto in caso di maltempo, ma dotate di corrimano. Sopra il rifugio, il percorso non è sempre evidente, ma sono presenti cairn segnati con vernice rossa per attraversare prati e barre. Questo accesso non è difficile ed è di alto livello escursionistico. Si tratta di un bellissimo percorso che attraversa paesaggi diversi che vanno dalla media montagna mediterranea all'alta montagna alpina. Tuttavia, da novembre questo accesso non è raccomandato perché molto esposto alle valanghe nella zona tra les Eaux Grosses e il rifugio dell'Estrop. Una variante più difficile va da ovest della vetta, con arrampicate tra le barre di arenaria della parete nord (non marcate, ma visibili).

### Da est
Dalla stazione sciistica de La Foux d'Allos (1850 m), questa strada, più veloce, permette di raggiungere la vetta in una giornata di escursione. Passa attraverso la stazione della funivia sopra la valle dell'Aiguille, per poi seguire le barre su un percorso non sempre evidente e segnato con cairn.

### Da nord
La salita da nord può essere fatto in tre modi, che possono essere raggiunti dalla vecchia abbazia di Laverq a 1580 m di altitudine, dove finisce la strada asfaltata. Il più a est, seguendo le indicazioni, attraversa la cresta del Col de la Petite Barre, e si unisce alla strada di accesso da La Foux d'Allos. Gli altri due, più brevi, non dispongono di sentiero segnalato, attraversando ripidi detriti instabili e neve tardiva. Il percorso occidentale lambisce il ghiacciaio da ovest e permette di raggiungere il canale a 2927 m. La via centrale è quella che raggiunge la Grosse Barre in cui l'accesso alla parte superiore è facile.

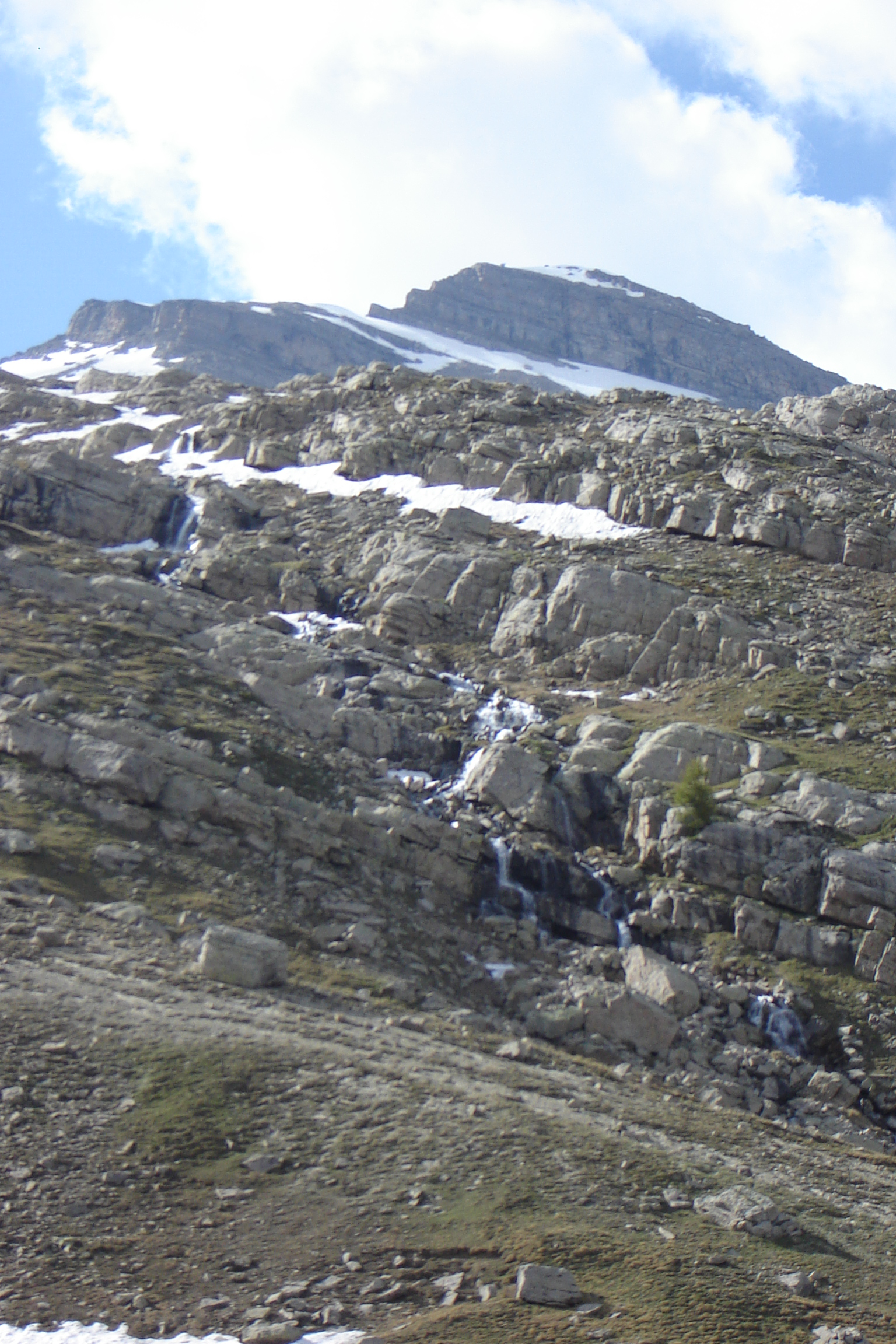
Tête de l'Estrop; in primo piano, una risorgiva del Bléone
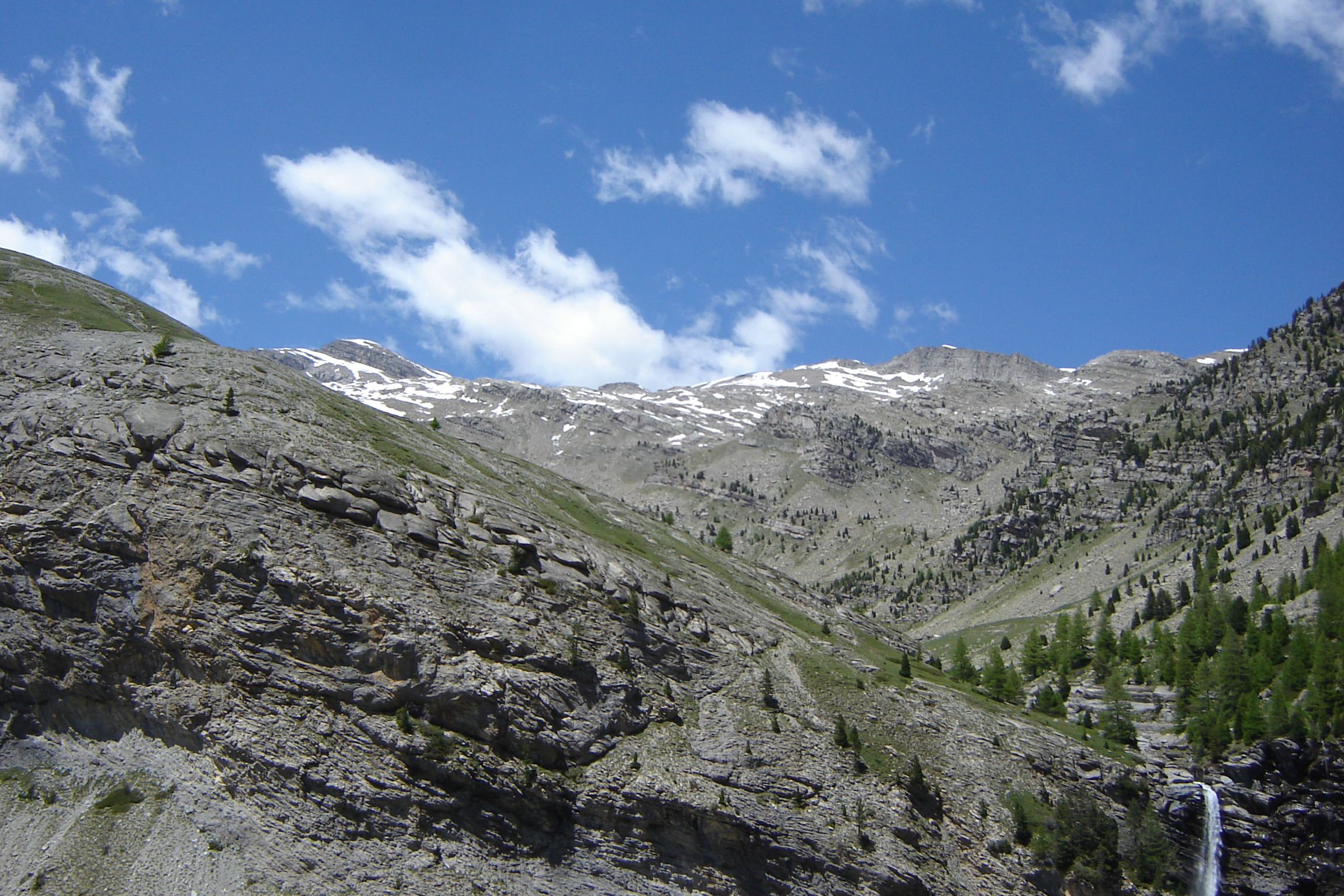
L'Estrop e in primo piano la cascata di Piche
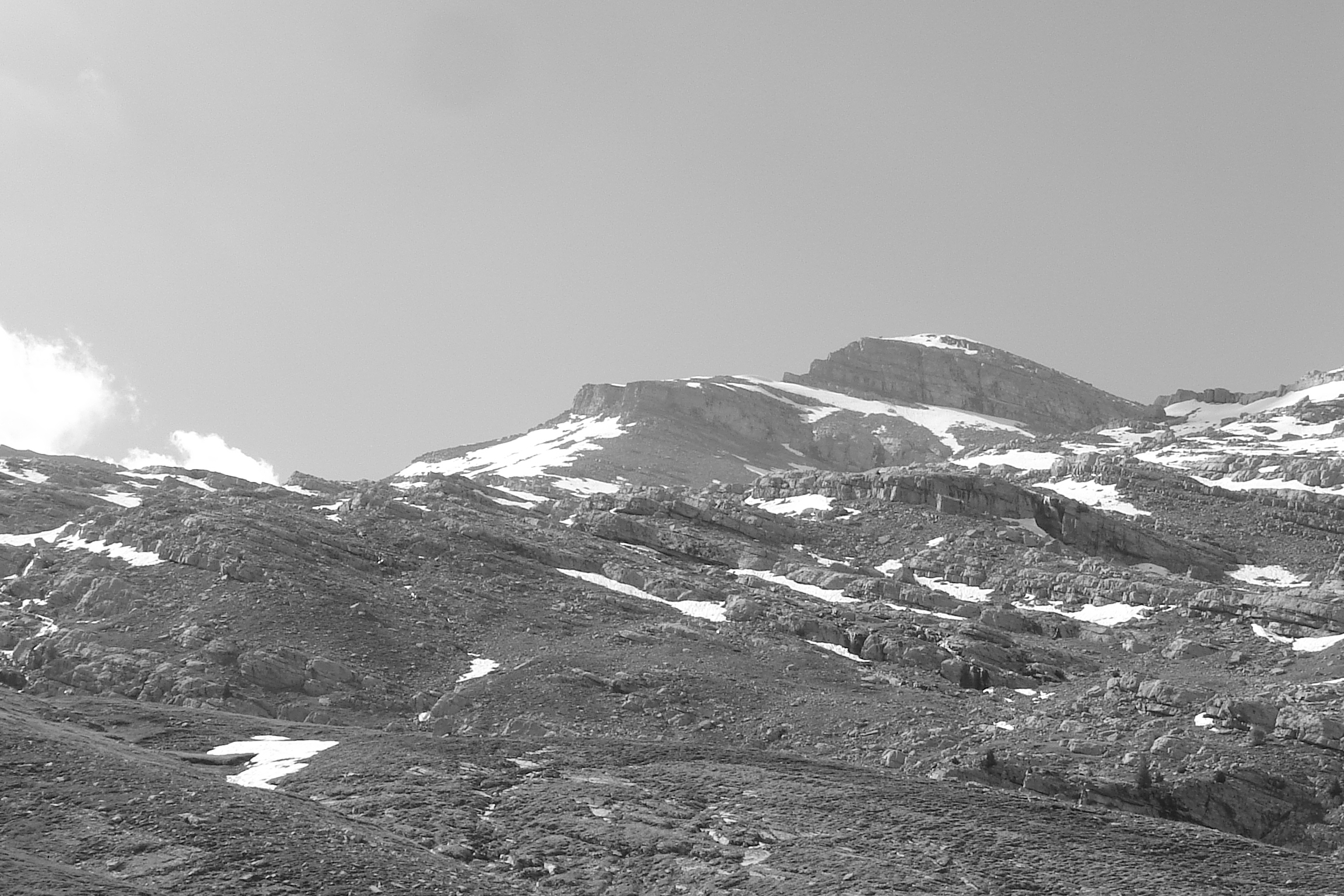
Estrop (bianco e nero).
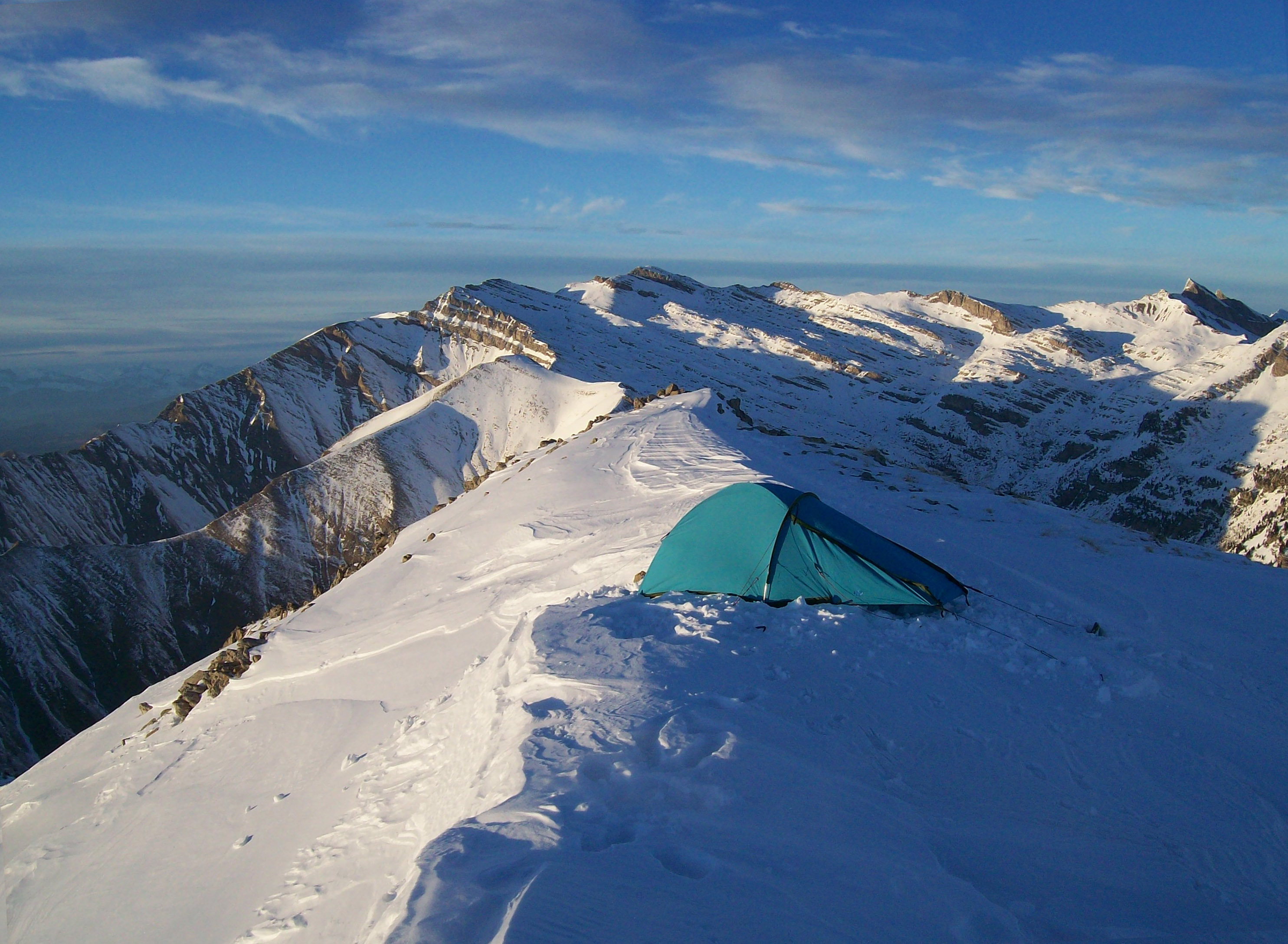
Tête de l'Estrop in inverno

## Canyoning
Dal 2005, l'Estrop è diventato un luogo frequentato da canyonisti di alto livello. Infatti, il Male Vesse è segnalato nelle prime 10 più belle discese in Europa e rimane uno dei percorsi più tecnici delle Alpi del Sud. La parte superiore è stata inaugurata nel maggio 2005 da Sébastien Vallata e Caracal dopo 29 ore di sforzo. Accanto a essa vi è un'altra discesa altrettanto difficile con Bussing.